# 조대수
조대수(祖大壽, ?-1656)는 자(字)는 복우(復宇)이다. 명청교체 시기 명(明) 북변에서 무관으로 복무하였다. 그는 청(淸)의 군대에 맞서 싸우다가 1642년 청군에 항복하였다. 그의 집안은 동진(東晉) 시기 장수 조적(祖逖)의 후예로 알려졌으나 불확실하다. 조대수는 임진왜란 당시 조선에 파견되었던 요양부총병(遼陽副總兵) 조승훈(祖承訓)의 아들이자, 명의 장수 오양(吳襄)의 처남, 산해관(山海關)을 지키다 청군에게 항복한 오삼계(吳三桂)의 외삼촌이다. 조대수묘(祖大壽墓)는 캐나다 토론토(Toronto) 소재 로열 온타리오 박물관(Royal Ontario Museum)에 보존되어 있으며, 박물관의 '상징물(iconic object)'로 알려져 있다.

## 배경
조대수는 명(明) 요동(遼東) 영원(寧遠, 오늘날 요녕성(遼寧省) 호로도시(葫蘆島市) 흥성(興城))에서 태어났다. 출생 연도는 미상이다. 자는 복우(復宇)이다. 그의 집안은 대대로 요동의 명문가였다. 조대수, 사촌동생 조대락(祖大樂), 친동생 조대필(祖大弼)은 모두 요동의 무장이었다. 조대수는 처음 웅정필(熊廷弼)과 왕화정(王化貞)의 부장이었으나, 이후에 손승종(孫承宗)을 따르면서 조대수는 참장(參將) 김관(金冠)을 보좌하여 섬을 지키게 하였다. 천계(天啓) 3년(1623) 영원성(寧遠城) 수축을 감독하였다. 천계 6년(1626) 정월, 누르하치(努爾哈赤, Nurhaci)가 영원성을 공격하자(제1차 영원성 전투), 조대수는 원숭환(袁崇煥)을 도와 수성하였고 후금 군대를 격파하여 부총병(副總兵)으로 승진하였다. 천계 7년(1627) 정월, 홍타이지(皇太極, Hong Taiji)이 다시 영원성을 공격하자, 조대수와 만계(滿桂)는 후금 군대와 격전을 벌였다. 같은해 6월, 후금 군대가 다시 패배하였다. 이를 영금대첩(寧錦大捷)이라 한다. 숭정(崇禎) 원년(1628) 명 조정은 원숭환을 기용하여 요동 군대를 지휘하게 하고, 상방보검(尙方寶劍)을 하사하였다. 같은달, 조대수는 요동전봉총병(遼東前鋒總兵)으로 발탁되어 금주(錦州)에 주둔하였다. 후에 원숭환은 모문룡(毛文龍)을 주살하였고, 몇 달 후 청군은 산해관-영원성-금주성 방어선을 우회하여 몽골에서 만리장성 남쪽으로 들어가자, 북경(北京)에는 계엄령이 내려졌다. 이를 기사지변(己巳之變)이라 한다. 이때 조대수는 원숭환을 따라 북경으로 들어가 호위하였으나, 얼마 후 원숭환은 홍타이지의 반간계에 따라 하옥되었고, 조대수는 부대를 이끌고 산해관(山海關)을 부수고 동쪽으로 달아났다. 숭정제(崇禎帝)는 원숭환에게 조서를 통하여 조대수를 소환하도록 지시하였고 손승종 역시 사신을 파견하여 조대수를 위무하였다. 조대수는 조서를 받고 감격하였고 전군 역시 감격하여 적을 죽였다. 잇달아 영평(永平), 천안(遷安), 난주(灤州)를 함락시키자 요동은 안정을 되찾았다.

## 북경 방어
1629년 양력 11월, 홍타이지(皇太極, Hong Taiji)가 지휘한 청군은 명을 침공, 만리장성(萬里長城) 북쪽 영원(寧遠)에 위치한 명의 견고한 요새를 우회하였다. 홍타이지의 아버지 누르하치(奴爾哈赤, Nurhaci)는 3년 전인 1626년 영원성전투(寧遠城戰鬪)에서 패배하였다. 자신들에게 우호적이었던 몽골인의 영역을 통과한 만주인들은 하북성(河北省) 희봉구(喜峰口)를 통과하여 서쪽으로 진공, 북경(北京)을 향하였다. 영원성 지휘관 원숭환(袁崇煥)은 조대수에게 2만 군사의 지휘를 맡겨 북경을 구원하도록 지시하였다. 조대수는 산해관(山海關)을 통하여 만리장성을 넘었고 북경으로 진입하여 북경성벽 밖의 만주군을 상대로 농성하였다.

## 난주 탈환
1629년 원정에서, 홍타이지 군은 오늘날 하북성 준화시(遵化市) 천안시(遷安市) 난주(灤州)와 영평(永平, 오늘날 노룡현盧龍縣)을 함락하였지만 철군해야 했다. 1630년, 홍타이지는 조카 아민(阿敏, Amin)을 영평에 남겨두어 방어하게 하였다. 조대수는 반격에 나섰고 난주를 수복하였다. 이에 대한 응전으로 아민은 천안과 영평의 민간인을 학살할 것을 지시하였고, 도시를 약탈하고 나서 도시를 명에게 넘겨주었다. 한인 주민과 우호적인 관계를 맺어 함락시킨 도시를 안정화하고 명의 관료들을 귀순하게 하고자 하였던 홍타이지는 학살 소식을 듣고 분개하였다. 홍타이지는 아민을 체포하여 투옥시켰고, 이 기회를 통하여 아민의 양람기(鑲藍旗)를 자신과 친하였던 아민의 동생 지르갈랑(濟爾哈朗, Jirgalang)에게 주었다.

## 대릉하 포위
1631년, 조대수는 금주(錦州)의 지휘관이 되었다. 조대수는 군대를 이끌고 대릉하성(大凌河城)을 사찰하고 있었다. 이때 홍타이지는 만주·몽골·한군으로 구성된 군사 2만 명을 거느리고 9월 1일에 대릉하를 공격하였다. 대릉하에서 조대수는 14,000명의 군대를 이끌고 있었다. 이들은 절반은 보병 나머지 절반은 기병이었으며, 대부분 만주군과의 전투 경험이 풍부하였다. 조대수가 나타났다는 소식을 들은 홍타이지는 군대를 성밖에 파견하여 명측 주민들을 포위하고 있었다. 이때 홍타이지는 성을 직접 공격하는 것이 아니라 장기적인 포위전을 준비하고 있었다. 성 주변에는 해자를 팠고, 한인 출신 동양성(佟養性)이 이끄는 포르투갈 대포로 무장하였으며 새롭게 조직된 포병으로 길목을 지키게 하였다.
만주군은 대릉하 주변 여러 성들을 장악하는 것에 초점을 맞춰, 사신을 보내어 항복을 종용하였다. 또한 이들은 조대수에게도 항복을 요청하였다. 동시에 성밖에서는 만주군이 명의 보급군 일부를 패배시켰다. 양력 10월, 조대수의 처남 오양(吳襄)이 이끄는 4만의 명군이 금주성 인근에 도착하였다. 홍타이지는 자신의 군대를 이끌고 명군과 야전을 펼쳤고 승리하였다. 양력 10월 13일, 홍타이지는 조대수에게 항복을 요청하는 서신을 다시 보내었지만 조대수는 대응하지 않았다. 14일, 금주성 밖의 요새 중 하나를 탈환하기 위하여, 홍타이지는 조대수의 부하를 유인하여 성밖으로 나오게 하였다. 그러나 조대수의 공격이 실패하면서 이들은 성안으로 후퇴하였고, 이후에 포위전이 길어지면서 조대수군은 만주군을 공격하지 않았다. 19일, 장춘(張春)이 이끄는 명군이 도착하였다. 홍타이지는 동양성의 포병을 이용하여 명군의 전선을 격파하였다. 만주군은 장춘의 군대를 격파하였고 많은 사상자가 발생하였다. 장춘은 생포되어 후금에 귀순하였다.

## 첫 번째 항복
양력 11월 5일, 동양성은 포르투갈 대포인 홍이포(紅夷砲)를 이용하여 며칠 동안 맹공을 퍼부은 끝에 대릉하성 인근에서 가장 큰 요새인 우자장대(于子章臺)의 항복을 받아내었다. 곧바로 남은 요새들도 하나 둘 항복하였다. 11월 중순, 후금군의 보급품이 바닥을 보였지만, 대릉하성의 상황은 더욱 악화되고 있었다. 성내에서는 사람들이 식인까지 하기에 이르렀다. 명군과 후금군 사이에서 항복을 둘러싸고 사신들이 오고 갔다. 조대수의 양자 조가법(祖可法)은 후금군 진영에 들어갔다. 후금측에서 명군이 텅빈 성을 무의미하게 지키고 있는 이유에 대하여 묻자, 조가법은 아민이 영평에서 저지른 학살을 명의 관료들이 모두 기억하고 있기 때문이라고 대답하였다.
사신이 여러 차례 왕래한 후, 홍타이지가 조대수의 가족과 부하들이 살고 있는 금주를 공격할 군대를 즉시 보낼 것을 조건으로, 조대수는 항복 의사를 밝혔다. 이를 통하여 조대수 군사들은 가족과 재회할 수 있었다. 자신의 군대가 새로운 공격을 할 수 있는 조건이 아니라는 것을 알았던 홍타이지는 대릉하성에서 탈출했다는 명목으로 여전히 금주의 지휘관 지위에 있었던 조대수가 직접 금주로 돌아가는 계획에 동의하였다. 금주성 입성 후, 조대수는 홍타이지에게 성을 넘겨줄 터였다. 이러한 계획이 결정되자, 양력 11월 21일, 조대수 군대는 마침내 대릉하성을 들어 항복하였다.

## 금주로의 탈출
홍타이지에게 항복한 직후, 조대수는 26명의 하인과 함께 금주로 파견되어 금주성 함락 계획을 시행하고자 하였다. 11월 26일, 금주성에서 조대수는 반란을 일으킬 시간이 더 필요하다는 내용의 서신을 홍타이지에게 보내었다. 이에 대한 홍타이지의 답신에 대한 대답은 없었다. 비록 자신의 여러 아들과 조카가 홍타이지 휘하에 남겨졌지만, 조대수는 다시 금주성 지휘관으로 복기하였던 것이다. 다음해, 조대수의 아들들은 후금의 중요한 관료가 되었다. 조택윤(祖澤潤)은 정황기(正黃旗) 장군이 되었고, 조가법은 명 원정 계획 수립에 주도적인 역할을 하였다.

## 두 번째 항복
1636년, 홍타이지는 청(淸)으로 국호를 바꾸고 황제 자리에 올랐다. 조선과 내몽골 일대를 항복시킨 후, 홍타이지는 다시 금주로 눈을 돌렸다. 16439년과 1640년, 청은 금주를 공격하였지만 두 차례 공격에서 청군은 모두 조대수에게 패배하였다. 16341년, 홍타이지는 군대를 파견하여 금주와 송산(松山)을 포위하였다. 송산성 지휘관은 홍승주(洪承疇)였다. 1642년 3월 18일, 송산성은 함락되었고, 조대수의 사촌형제 조대락(祖大樂), 조대명(祖大明), 조대성(祖大成)도 이에 따라 청군에 붙잡혔다. 1642년 4월 8일, 긴 포위로 인하여 대릉하성처럼 금주성에서도 식인이 만연하였을 때에, 조대수의 사촌동생 조대락은 조대수의 아들들과 함께 금주성에 보내어져 조대수에게 항복을 권유하였다. 홍타이지는 대릉하에서의 첫 항복 이후 배반을 한 조대수를 꾸짖었다. 그럼에도 조대수는 사면되었고 자신의 가족과 함께 청의 신하가 되는 것을 허락받았다. 그의 가족은 항복 이후 많은 공훈을 쌓았다.

## 청으로의 항복 이후
청에 항복한 이후, 조대수는 영원성 지휘관이자 조카 오삼계에게 서신을 작성하여 청으로의 귀순을 종용하였다. 1644년, 이자성(李自成)의 군대가 북경을 함락하여 숭정제(崇禎帝)가 자살하면서, 오삼계는 청에 항복하였다. 오삼계는 산해관의 문을 열었고 도르곤(多爾袞)이 지휘하는 청군이 산해관을 지나 북경의 반군들을 몰아내고자 하였다. 이로 인해 청군은 북경을 점령하였다. 명과 청 사이의 전쟁은 수십 년 지속되었으나, 명은 결국 멸망하였다.
조대수는 1656년 북경에서 사망하였다. 조대수에게는 정황기인으로서 성대한 장례가 치러졌다.

## 조대수묘

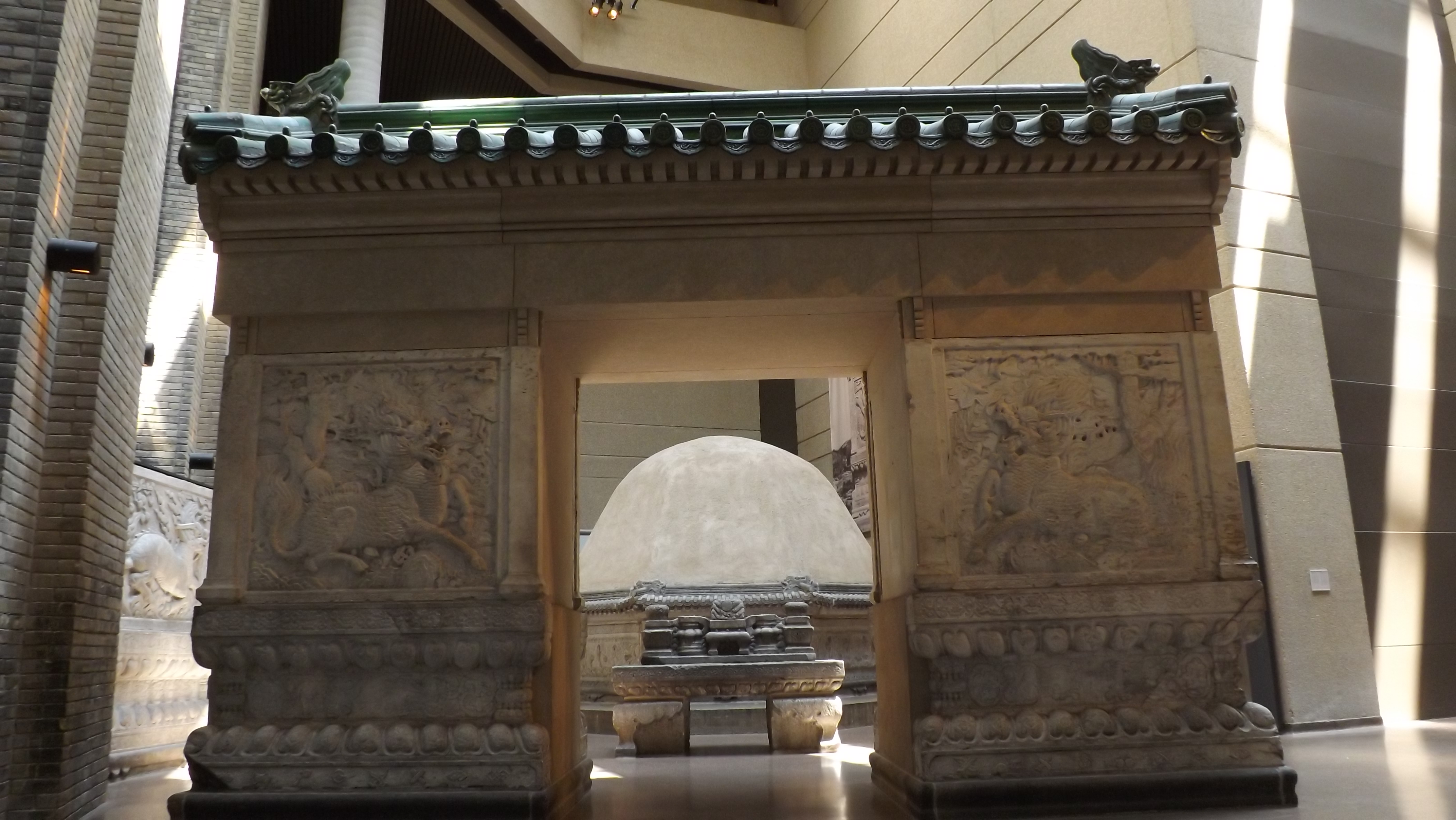
조대수묘의 묘도(墓道)와 봉분

1921년, 캐나다 토론토에 위치한 로열온타리오박물관 고고학 감독 찰스 트릭 커렐리(Charles Trick Currelly)은 모피상 조지 크로프츠(George Crofts)로부터 한 중국식 인공건축물을 구입하였다. 이 구조물 가운데 가장 화려한 것은 북경 북쪽 한 마을에서 온 '명의 무덤(Ming Tomb)'이었다. 조대수의 무덤이라는 소문만 있었을 뿐 실체는 밝혀지지 않다가, 90년이 지난 이후 연구를 통하여 무덤이 조대수와 세 아내의 것이라는 사실이 밝혀졌다. 조대수묘는 로열온타리오박물관에서 지정한 '상징물(iconic objects)' 가운데 하나이다.
2013년, 25조각으로 나뉘어진 조대수의 묘비 파편이 고향 흥성(興城)에서 발견되었다. 가장 큰 파편은 200kg 이상이었다. 파편들은 묘비 상반부에 해당하는 것으로 81개의 한자가 새겨져 있었다. 묘비는 최소 3m 높이였을 것으로 추정한다. 그의 후손은 여전히 이곳에서 살고 있다.

## 같이 보기
- 경중명
- 공유덕
- 모문룡
- 상가희
- 상지신
- 상지효
- 대릉하 전투
- 송금 전투
- 조대수묘

## 참고문헌
- Wakeman, Frederic (1985), 《The Great Enterprise: The Manchu Reconstruction of Imperial Order in Seventeenth-century China》, Berkeley: University of California Press, ISBN 0520048040
- Derksen, Tessa (2009). 《Iconic: The Must-See Treasures of the ROM》. Royal Ontario Museum. ISBN 978-0-88854-473-5.
- Hummel, Arthur W. Sr., 편집. (1943). 〈Tsu Ta-shou〉. 《ECCP》. 미국 정부 인쇄국.